# Doberšek
Doberšek je priimek v Sloveniji, ki ga je po podatkih Statističnega urada Republike Slovenije na dan 20. januarja 2021 uporabljalo 374 oseb in je med vsemi priimki po pogostosti uporabe uvrščen na 964. mesto.

## Znani nosilci priimka
- Albin in Tatjana Doberšek, podjetnika
- Blanka Doberšek (*1947), TV-novinarka, urednica, strokovnjakinja za Azijo
- Bogdana Doberšek (1946—2015), radijska novinarka
- Daša Doberšek (*1976), igralka
- Dušan Doberšek (*1950), polkovnik SV
- Karel Doberšek (1889—1966), učitelj in zadružni delavec
- Mirko Doberšek (*1946), metalurg, strokovnjak za žlahtne kovine
- Slava Doberšek-Urbanc (1931—2017), agronomka, statističarka
- Tit Doberšek (1913—1990), vinogradniški strokovnjak
- Tit Doberšek (1944—2022), novinar, dopisnik, urednik in direktor Dela